# ITIL V3
ITIL V3 is de derde editie van de Information Technology Infrastructure Library (ITIL), een referentiekader voor het inrichten van de beheerprocessen binnen een ICT-organisatie. ITIL is geen methode of model, maar eerder een reeks van best practices (de beste praktijkoplossingen) en concepten. Het resultaat van procesimplementatie met behulp van ITIL is vergelijkbaar met de ISO 9000-regulering in de niet-ICT-branche, waarbij alle onderdelen van de organisatie zijn beschreven en in een bepaalde hiërarchie qua bevoegdheid/verantwoordelijkheid zijn gerangschikt.
Sinds het ontstaan van ITIL in de jaren 80 is ITIL verschillende malen vernieuwd. Dit artikel beschrijft de kenmerken van ITIL V3. Deze versie werd in 2007 geïntroduceerd. 
Aanvankelijk lag de ontwikkeling van ITIL in handen van de CCTA, een Britse overheidsorganisatie. Deze werd in april 2001 samengevoegd tot het Office of Government Commerce (OGC), een kantoor van de Britse schatkist. OGC besteedde het beheer en de ontwikkeling van ITIL in 2006 uit aan The Stationary Office (TSO) en APMG, respectievelijk de voormalige Britse staatsdrukker en een private examenontwikkelaar. 
In mei 2007 werd versie 3 uitgebracht (ook bekend als het ITIL Refresh Project). Dit bestond uit 26 processen en functies, nu gegroepeerd in slechts 5 volumes, gerangschikt rond het concept van de levenscyclusstructuur van de service. ITIL versie 3 staat ook wel bekend als ITIL 2007 Edition. Het grote verschil ten opzichte van versie 2 was het uitgangspunt van ITIL. Niet langer waren dit de processen, maar was dit de dienstverlening. De zogeheten Service Lifecycle vormt de kern van ITIL versie 3, en bestaat uit de volgende vijf pijlers: servicestrategie, het serviceontwerp, de servicetransitie, de serviceproductie en de continue serviceverbetering.  
In juli 2011 werd de 2011-editie van ITIL gepubliceerd, met een update van de versie die in 2007 werd gepubliceerd. De OGC wordt niet langer vermeld als de eigenaar van ITIL, na de consolidatie van OGC in het Cabinet Office. Ten opzichte van V3 bevatte deze versie slechts zeer beperkte (correctieve) wijzigingen. Deze bijgewerkte versie staat bekend als de ITIL V3 2011 Editie.

## Opbouw

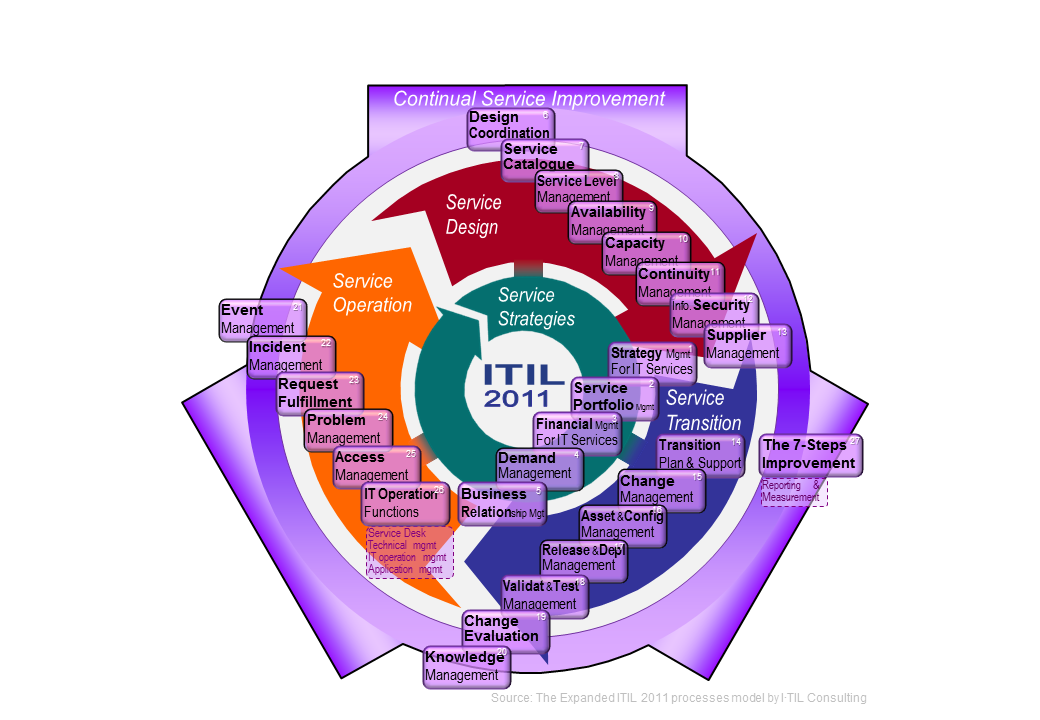
Levenscyclus van het ITIL 2011-procesmodel. De kern van de cyclus is de servicestrategie die de andere fasen doet draaien, daar omheen bevindt zich de cyclus van ontwerp, transitie en productie waarin de strategie geimplementeerd wordt, en de fase van continue serviceverbetering omarmt alle fasen van de cyclus

In ITIL V3 worden de verschillende ITIL-begrippen uitgelegd als onderdeel van een complete levenscyclus. Deze levenscyclus, die uit vijf fasen bestaat, is te vergelijken met een kwaliteitscirkel waarin een dienstverlener zichzelf steeds probeert te verbeteren, om zo waardevol en relevant te blijven. Elke fase in de levenscyclus van beheer kent haar eigen functies (bijvoorbeeld servicedesk of applicatiebeheer) en werkprocessen (bijvoorbeeld changemanagement, incidentmanagement of klantrelatiebeheer). Daarnaast wordt een duidelijk klantgerichte benadering gehanteerd, vanuit een service en end-to-end perspectief. 

### Servicestrategie
De fase "servicestrategie" is de fase waarin de strategie van de service bepaald wordt. 
Deze fase bevat de volgende processen: 
1. Financieel Management (in de 2011-editie: Financieel mangement voor IT-services)
2. Serviceportfoliomanagement (SPM)
3. Demandmanagement
4. Strategiemanagement voor IT-services (nieuw in de 2011-editie)
5. Klantrelatiebeheer (nieuw in de 2011-editie)

### Serviceontwerp
In de fase "serviceontwerp" worden de IT-services ontworpen en ontwikkeld om te voldoen aan de huidige en toekomstige zakelijke eisen. 
Deze fase bevat de volgende processen: 
1. Servicecatalogusmanagement
2. Servicelevelmanagement
3. Capaciteitsmanagement
4. Availabilitymanagement
5. IT-service continuity management (ITSCM)
6. Information security management
7. Leveranciersmanagement
8. Ontwerpcoördinatie (nieuw in de 2011-editie)

### Servicetransitie
In de fase "servicetransitie" worden de IT-services ontworpen en ontwikkeld om te voldoen aan de huidige en toekomstige zakelijke eisen. 
Deze fase bevat de volgende processen: 
1. Transitieplanning en -ondersteuning
2. Changemanagement
3. Serviceasset- en configuratiemanagement
4. Release- & deployment management
5. Service validation and testing
6. Evaluatie (in de 2011-editie: Wijzigingsevaluatie)
7. Kennismanagement

### Serviceproductie
Deze fase bevat de volgende processen: 
1. Eventmanagement
2. Incidentmanagement
3. Request fulfilment
4. Problemmanagement
5. Accessmanagement

De Serviceproductiefase is de enige fase waarbinnen functies gedefinieerd zijn. De vier gedefinieerde functies zijn:
1. Service Desk
2. Technical management
3. Applicatiemanagement
4. IT-Operationsmanagement

### Continue serviceverbetering
Deze fase bevat de volgende processen: 
1. Verbeterproces in 7 stappen

## Certificering
ITIL v3 kent 5 kwalificatieniveaus:
- ITIL Foundation
- ITIL Capability
- ITIL Lifecycle
- ITIL Expert
- ITIL Master